# 马丁·埃文斯
马丁·约翰·埃文斯爵士（英語：Sir Martin John Evans，1941年1月1日—），英国科学家，2007年诺贝尔生理学或医学奖获得者之一。
1963年畢業于劍橋大學並在1969於倫敦大學學院獲得博士學位，從事基因對肢體發展的控制。1981年在劍橋大學執教，和马修·考夫曼合作將類似的“EC”細胞與老鼠胚胎進行分離。因幹細胞研究有成，“利用胚胎幹細胞把特定基因改性引入實驗鼠的原理”，2007年被授與诺贝尔生理学或医学奖。